# Буринкэ, Дан
Дан Буринкэ (рум. Dan Burincă, род. 17 июня 1972) — румынский гимнаст, призёр Олимпийских игр и чемпионатов мира. Заслуженный мастер спорта Румынии (1994).

## Биография
Родился в 1972 году в Сибиу.
В 1994 году завоевал бронзовую медаль чемпионата мира в упражнениях на кольцах.
На чемпионате мира 1995 года завоевал серебряную медаль в упражнениях на кольцах, и бронзовую — в составе команды.
В 1996 году на Олимпийских играх в Атланте завоевал серебряную медаль в упражнениях на кольцах.